# 基布兹

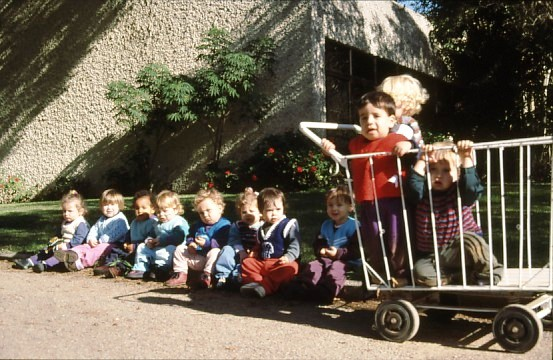
海法市近郊的的施姆爾園基布兹

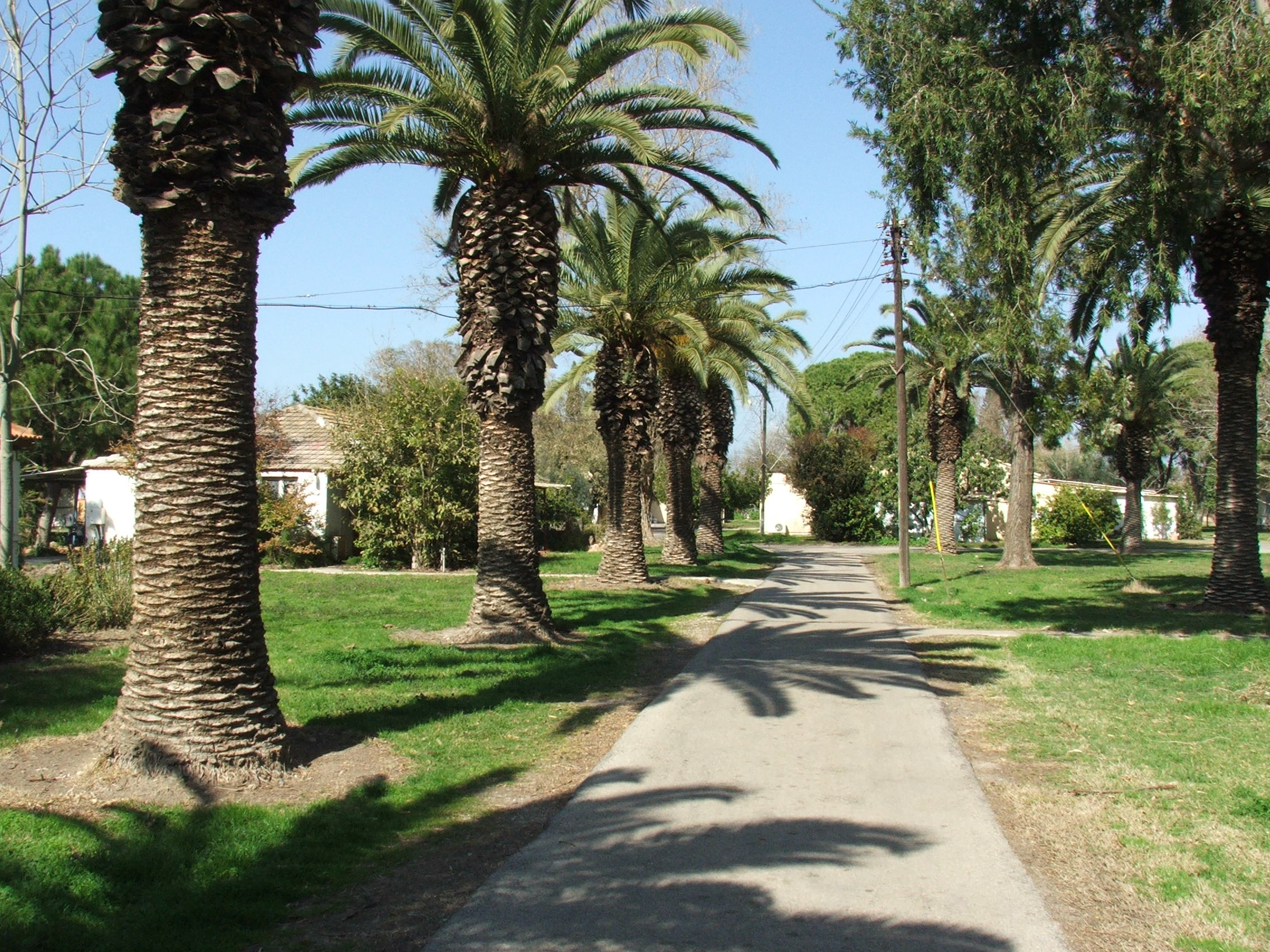
以色列北部区的馬薩里克村基布兹

基布兹（希伯來語： Kibbutz，意为「聚集」，複數：קיבוצים‬ Kibbutzim）是以色列的一种常見的集体社區體制，傳統上以務農為主，現在則歷經轉型，兼事工业和高科技产业。基布茲是種混合烏托邦社会主义和锡安主义而建立的社区型態，是以色列的重要特色，佔全國GDP中工業總產值9%、農業總產值40%。第一个基布茲建于1909年，叫Degania。在基布茲中生活的人稱為基布茲尼克（希伯來語： Kibbutznik，複數：Kibbutznikim，華語圈一般稱為居民），目前全以色列約有5%人口住在基布茲內。
以色列在今天有三種不同的基布茲型態：國家宗教式的集體農場結合了正統派猶太人與人民公社式的生活，另外兩個則比較世俗化，梅伍哈德（希伯來語： Meuhad），另一種是阿濟茲（希伯來語： Artzi）；這兩者是1951年互相爭執而分裂而來，當時梅伍哈德譴責苏联領導人斯大林是反猶獨裁者，但阿濟茲的追隨者仍舊維持對前苏联共产党政策的高度依循。雖然阿濟茲社員早在1991年蘇聯解體前就已察覺了共產主義經驗的失敗，但他仍然比梅伍哈德更傾向於正統派猶太人的社会主义。